# 岩崎忠雄
岩崎 忠雄（いわさき ただお、1909年（明治42年）1月8日 - 1990年（平成2年）3月30日）は、日本の実業家。三菱モンサント化成（現・三菱ケミカル）の元社長。

## 人物
林雅之助の長男として東京府（現・東京都）に生まれ、三菱財閥の岩崎小弥太の婿養子となった。父・雅之助は外交官・林董の長男。
淑子夫人は岩崎俊弥の次女で小弥太の養女。なお淑子の母・八穂は盧高朗の六女にあたる（盧家は元々明帰化族の出であり、代々長崎で唐通事を任じられていた）。俊弥は小弥太の弟なので淑子は伯父の養女になり忠雄を婿養子として迎えたことになる。また順天堂大学の基礎を作った医師・佐藤泰然は忠雄の曾祖父にあたる。実姉の義弟（夫の弟）に潮田江次。
忠雄の祖父・林董は泰然の五男で林洞海の養子となったが、泰然の長女・つる（董の姉にあたる）が林洞海の妻なので、董は義兄の養子となったといえる。また泰然の次女・きは（董の姉）は三沢精確に嫁いだが、精確・きは夫妻の娘たちは、啓蒙思想家・箕作麟祥、判事・三沢元衛（今村信行弟）、医師・緒方惟準（緒方洪庵次男）、教育者・田村初太郎に嫁いでいる。麟祥・もと夫妻の三女・操子（忠雄の又従姉にあたる）は物理学者・長岡半太郎に嫁いだが、半太郎・操子夫妻の次男が三菱グループの光学機器メーカー・ニコンの社長を務めた長岡正男である。三菱財閥の創業者一族・岩崎家は佐藤家・三沢家・箕作家を通じて学者一族でありながら三菱系企業の経営者を輩出した長岡家と姻戚関係で繋がることになった。
慶應義塾大学卒業後オックスフォード大学に留学し、帰国後は実業界で活動し、三菱モンサント化成の社長に就任した。財閥解体後岩崎家の人物が三菱系企業の役員になるケースは他にもあったが、社長に就任したのは忠雄ただ1人であり、「岩崎家の人物で唯一戦後に三菱系企業の社長に就任した人物」ということで話題になった。
忠雄・淑子夫妻は2女をもうけたが男子に恵まれなかったので、長女寛子に12代渡辺甚吉の曾孫・正男を婿養子として迎えた。正男は14代渡辺甚吉の甥にあたり慶應義塾大学経済学部卒業後麒麟麦酒に入社し、忠雄の死後岩崎弥之助家の当主となった。なお正男の兄は三菱自動車工業の社長を務めた舘豊夫の姪と結婚した。

## 子女
淑子との間に2女をもうけた。
- 長女：寛子（1947年 - ） - 渡辺良吉の次男・正男と結婚
- 次女：和子（1950年 - ） - 須賀川誠と結婚